# Dingana dioriste
Dingana dioriste är en fjärilsart som beskrevs av Otto Thieme 1906. Dingana dioriste ingår i släktet Dingana och familjen praktfjärilar. Inga underarter finns listade i Catalogue of Life.